# 帕夫利基夫卡
49°6′28″N 24°31′9″E / 49.10778°N 24.51917°E

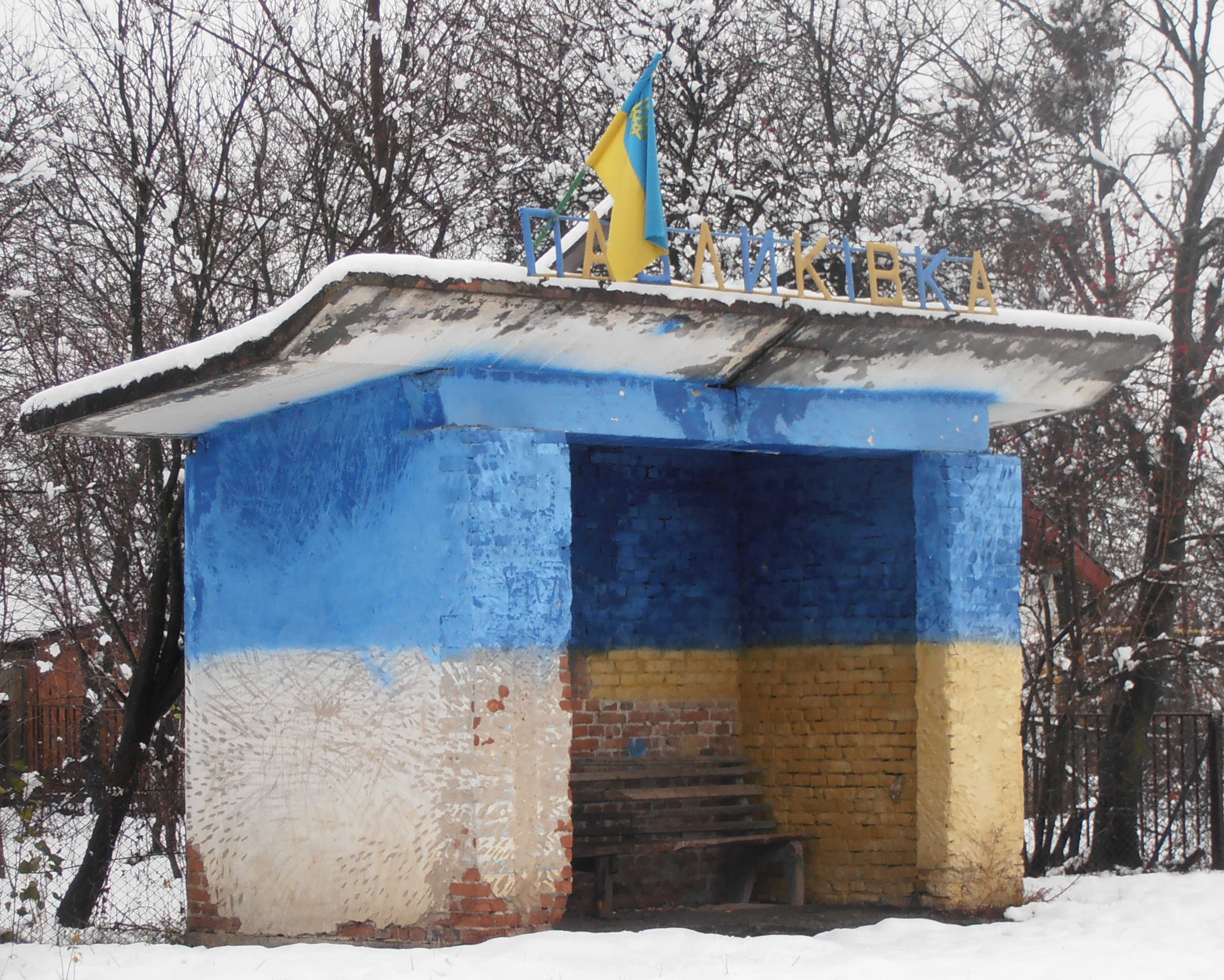

帕夫利基夫卡（烏克蘭語：Павликівка），是烏克蘭的村落，位於該國西部伊萬諾-弗蘭科夫斯克州，由卡盧什區負責管轄，始建於1846年，面積10.2平方公里，2001年人口243，人口密度每平方公里23.8人。